# Программируемая защитная система управления PSS
Программируемая защитная система управления PSS обычно представляет собой программируемый логический контроллер (ПЛК) с особыми конструктивными элементами для приема, обработки и отправки сигналов, назначение которых — гарантировать безопасность и пригодность к эксплуатации систем, имеющих отношение к безопасности. PSS — зарегистрированный товарный знак компании Pilz GmbH & Co KG. 
система управления PSS появились в 1990-е годы после одобрения профессиональным объединением страховщиков ответственности работодателей.
Первая система управления, связанная с безопасностью, фактически появилась благодаря желанию гибко соединить функции с помощью программирования, подобно тому, как это делается на программируемом логическом контроллере (ПЛК).

## История изделия
Защитные системы управления по сути появились благодаря желанию объединить защитные функции с помощью программирования, как это делается в ПЛК. Поэтому неудивительно, что на развитие защитных систем управления оказывает влияние мир ПЛК. Сначала появились централизованные системы, затем — децентрализованные системы, объединенные с защитными магистральными системами ввода-вывода. Программирование велось по той же формуле, за исключением того, что для набора инструкций было с самого начала радикально сокращено число языков — их осталось совсем немного, в частности, это IL (список инструкций) или LD (многозвенная логическая схема/язык лестничной диаграммы). Такие меры принимались ради безопасности, поскольку считалось, что ограничение вариантов программирования предельно уменьшит число возможных ошибок при создании программы. Первоначальные системы были однозначно нацелены на работу с функциями безопасности. Несмотря на то, что уже с самого начала можно было программировать защитную систему управления для стандартной автоматизации, на деле востребованность этого прикладного направления оказалась очень ограниченной.

## Устройство и работа
Если отвлечься от конструктивных особенностей, связанных с безопасностью, то защитная система управления по своей фактической функциональности мало отличается от стандартных систем автоматизации. В сущности, защитная система управления состоит из двух ПЛК, которые параллельно работают с приложением, используют один и тот же образ входного-выходного процесса и непрерывно взаимосинхронизируются. Такая, казалось бы, простая схема при подробном рассмотрении оказывается довольно сложной. Перекрестные сравнения, проверка уровня ввода-вывода, установление общего, достоверного результата и т. п. представляют собой многослойные процессы, которые наглядно подтверждают внутреннюю сложность таких систем. В конечном счете пользователь об этом большей частью и не подозревает; исключение составляют некоторые специфичные особенности, в частности использование тестовых импульсов для обнаружения коротких межконтактных замыканий. Современные системы ведут себя точно так же, как прочие ПЛК.
Устройство защитной системы управления:
- Два отдельных канала
- Разнотипная структура с разным аппаратным обеспечением
- Постоянная проверка входных и выходных сигналов
- Постоянное сравнение с пользовательскими данными
- Функции контроля напряжения и времени
- Безопасное прекращение работы в случае ошибки/опасности

## Внешние гиперссылки
- Программируемая защитная система управления PSS